# Ari Rego
Ari Rego (Rio Grande, 26 de setembro de 1918 — Porto Alegre, 20 de setembro de 2007) foi um radialista brasileiro.

## Biografia
Ari Zanobini Rego nasceu em Rio Grande (RS) em 26 de setembro de 1918. Em 1942, como simplesmente Ari Rego, iniciou sua carreira de sucesso no rádio. Seus primeiros passos foram como cantor na Rádio Pelotense. Ainda em Pelotas foi correspondente (em inglês) do Frigorífico Anglo dessa cidade. Em meados década de 40 mudou-se para Porto Alegre onde trabalhou em um cartório. Participou de um concurso para locutor na Rádio Farroupilha, A banca, na qual estava Manoel Braga Gastal, dirigente da rádio, escolheu Ari como um dos locutores e ele ingressou na emissora em 19 de abril de 1947.
Em 1949 Ari Rego comandou um programa, o "Clube do Papai Noel", o qual começara na Rádio Difusora (também de Porto Alegre) e depois passara para a Rádio Farroupilha (ambas dos Diários Associados). Quando o patrocinador desistiu de patrocinar o programa, a fábrica de chocolates Neugebauer passou a patrocinar o programa. Como essa empresa lançara um achocolatado de nome "Guri", o nome do programa mudou para "Clube do Guri" a partir de 1950. Esse programa ficou 16 anos no ar na "Rádio Farroupilha" até outubro de 1966.

## Clube do Guri
O auditório da Rádio Farroupilha ficava no famoso endereço da época, Rua Siqueira Campos "em frente à paineira", próximo à antiga prefeitura da capital gaúcha. O "Clube do Guri" era transmitido dali ao vivo aos sábados, das 9 ao meio-dia. Dele participavam crianças e jovens entre 5 e 18 anos de idade. Acompanhadas ao piano pelo maestro Rui Silva, por Victor Abauza e por Antoninho Maciel (o "japonês") as crianças e adolescentes cantavam sucessos de como artistas Ângela Maria, Caubi Peixoto, Nélson Gonçalves.
No programa se apresentavam cantores e cantoras como os já citados e também Wanderleia, Rosemary, Elizângela, Neide Aparecida e Leni Andrade. no "Clube" atuavam além de cantores, declamadores e bailarinos. O "Clube do Guri" também era apresentado em colégios, como o Dom Bosco, e em cinemas, como o América. Contava com locutores para a publicidade, dentre os quais estavam Carlos Alberto, Enio Rockenbach e Euclides Prado.
Ari e o "Clube do Guri" por vezes viajavam para o interior do estado e se apresentavam em auditórios sempre lotados. Levavam os artistas mirins de maior sucesso dentre as quais se destacaram Sônia Delfino, Érica Lorimar, Darcílio Messias, Lurdes Rodrigues e aquela que, iniciando sua carreira no "Clube", viria a ser um dos maiores nomes da música popular brasileira, Elis Regina. Elis vencera o concurso de melhor cantor/cantora em 1958, evento que se realizava no Cine Avenida (esquina das avenidas Venâncio Aires e João Pessoa), em Porto Alegre.
Ari sempre acreditou que os programas de auditório voltados para o público infantil eram a única forma de diversão para as crianças daquela geração. Concordando com o pensamento de Ari, uma das crianças do "Clube", Alice Dias Sarmento, relatou que as meninas e meninos ficavam ansiosas na fila, junto com as mães, queriam entrar naquele mundo de mito e fantasia que era o "Clube do Guri" do saudoso Ari Rego.

## Fim da era do rádio
Com a expansão da Televisão no sul do país, os grandeza programas radiofônicos de Auditório e as Novelas foram perdendo a preferência popular. Maurício Sirotsky Sobrinho, fundador do grupo RBS e criador de programa televisivo "Maurício Sobrinho", veio a diminuir as equipes das rádios "Farroupilha" e "Gaúcha" que foram absorvidas pela crescente nova "Mídia" junto com as grandes orquestras. Em função desses fatos, as atividades do "Clube do Guri" e os anos de brilho do radialista Ari Rego se encerraram em 1966, bem como os programas de auditório das rádios gaúchas.
Ari faleceu de câncer em 20 de setembro de 2007.